# Pseudemydura umbrina
Pseudemydura umbrina là một loài rùa trong họ Chelidae. Loài này được Siebenrock mô tả khoa học đầu tiên năm 1901.

## Hình ảnh

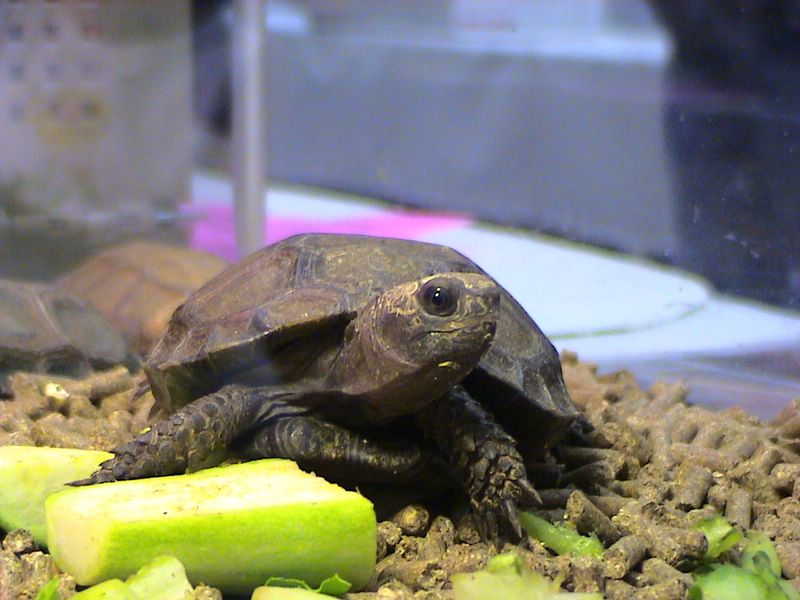
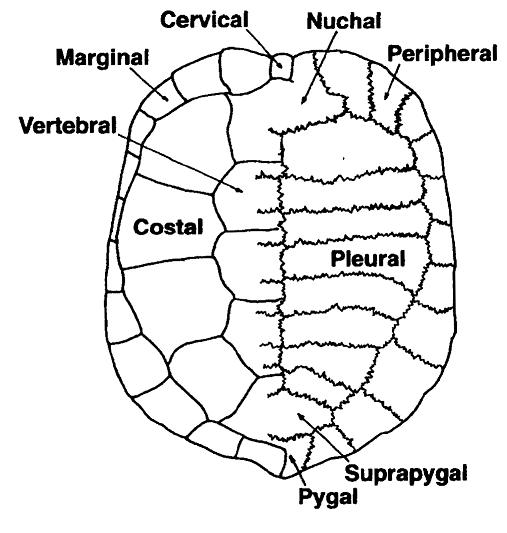
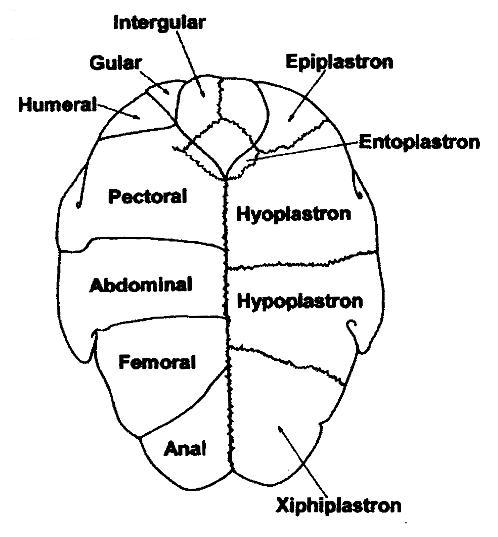